# 2027年世界陸上競技選手権大会
2027年世界陸上競技選手権大会（2027ねんせかいりくじょうきょうぎせんしゅけんたいかい、英語: 2027 World Athletics Championships）は、2027年に開催される予定のワールドアスレティックス主催の第21回世界陸上競技選手権大会である。中華人民共和国の北京市にある北京国家体育場（鳥の巣）で開催される。北京では2015年大会以来2度目の開催となる。